# Bimini Run
Bimini Run est un jeu vidéo d'action sorti en 1990 sur Mega Drive. Le jeu a été développé et édité par Nuvision Entertainment.